# 성진여객
성진여객은 전북특별자치도 전주시의 시내버스 업체이다.본래 합자회사 신성여객자동차(合資會社 新城旅客自動車)이었다. 신성여객의 주사무소는 전북특별자치도 전주시 덕진구 덕촌길 62 (팔복동3가)에 있었다.

## 연혁
- 1968년 9월 7일 : 신성여객 설립
- 2016년 : 신성여객 파산
- 2016년 4월 7일 : 제일여객이 성진여객을 설립
- 2016년 5월 : 성진여객이 신성여객을 인수[2]

## 운행 노선
시내, 순환 노선에는 모두 타 업체와 함께 공동 배차에 참여하고 있으며, 시민여객, 전일여객, 제일여객, 호남고속과 함께 1달 간격으로 순환하면서 배차에 참여하고 있다.

## 보유 차종
KGM커머셜
- 에디슨모터스 스마트 110

자일대우버스
- 자일대우 NEW BS090

현대자동차
- 현대 그린시티
- 현대 뉴 슈퍼 에어로시티
- 현대 저상 뉴 슈퍼 에어로시티
- 현대 일렉시티

## 같이 보기
- 시민여객
- 제일여객
- 전일여객
- 호남고속